# Södra Laksjön
Södra Laksjön är en sjö i Boxholms kommun i Östergötland och ingår i Motala ströms huvudavrinningsområde. Sjöns area är 0,04 kvadratkilometer och den befinner sig 146 meter över havet.